# ۴۰۰۰۰ (عدد)
۴۰۰۰۰ به حروف چهل هزار یک عدد طبیعی است که بعد از ۳۹۹۹۹ و قبل از ۴۰۰۰۱ قرار دارد.